# City Night Line
De tyske nattog var indtil 2016 samlet under navnet City Night Line. Toglinjerne blev varetaget af DB Fernverkehr AG, som er en del af Deutsche Bahn.
City Night Line anvendtes som betegnelse for det, der tidligere hed UrlaubsExpress og DB Nachtzug. Deutsche Bahn samarbejdede med partnerne EuroNight og D-Nacht. EuroNight er nattog, der varetages af et fællesskab mellem jernbaneselskaberne i Polen, Østrig og Ungarn, mens D-Nacht forbinder City Night Line med primært Østeuropæiske lande.
Der blev tilbudt tre forskellige komfortklasser:
- Sovevogn med op til tre senge og vaskefaciliteter. På nogle linjer tilbydes eget bad og toilet.
- Liggevogn med to, fire eller seks senge. Enten reserveres en hel kupe, ellers deles den med andre.
- Siddepladser i kupeer med seks pladser.

## Linjer
City Night Line havde forbindelse til mange byer i Tyskland, Østrig, Schweiz, Norditalien, Tjekkiet og Holland. Ruterne til Frankrig udgik ved køreplansskiftet 2014/15.
I Danmark havde City Night Line en daglig afgang fra København om aftenen, som standsede i Roskilde, Odense, Kolding, Padborg, Flensborg, Neumünster og Hamburg inden toget deltes i to og kørte til hhv. Amsterdam, Frankfurt/Basel og Prag. Hver aften returnerede togene af samme rute. Sidste tur blev kørt den 2. november 2014.
Samlet havde City Night Line følgende linjer, da systemet ophørte:
| Tognumre        | Opkaldt efter | Forløb                                         |
| --------------- | ------------- | ---------------------------------------------- |
| CNL 487/486     | Pyxis         | Hamburg – München                              |
| CNL 40463/40236 | Pictor        | München Hbf – Venedig                          |
| CNL 419/418     | Pollux        | Amsterdam Centraal – München Hbf (– Innsbruck) |
| CNL 40419/40478 | Pegasus       | Amsterdam Centraal – Zürich HB (– Brig)        |
| CNL 1258/1259   | Sirius        | (Binz –) Berlin Hbf – Zürich HB                |
| CNL 458/459     | Canopus       | Prag – Zürich HB                               |
| CNL 479/478     | Komet         | Hamburg Altona – Zürich HB (– Brig)            |
| CNL 485/484     | Lupus         | München Hbf – Rom                              |
| CNL 457/456     | Kopernikus    | Oberhausen – Berlin Hbf - Prag                 |

### Tidligere forbindelser
Følgende forbindelser blev nedlagt hhv. 3. november og 15. december 2014:
| Tognumre        | Opkaldt efter | Forløb                           |
| --------------- | ------------- | -------------------------------- |
| CNL 40447/40473 | Borealis      | Amsterdam Centraal – København H |
| CNL 450/451     | Perseus       | Paris – Berlin Hbf               |
| CNL 40418/40451 | Cassiopeia    | (Innsbruck –) München – Paris    |
| CNL 473/472     | Aurora        | København H – Basel              |
| CNL 40479/50451 | Andromeda     | Hamburg Altona – Paris           |
| CNL 50456/50473 | Orion         | Prag – København H               |

Følgende forbindelse blev indstillet ved køreplansskiftet 13. december 2015:
| Tognumre      | Opkaldt efter | Forløb               |
| ------------- | ------------- | -------------------- |
| CNL 1246/1247 | Capella       | München Ost – Berlin |

## Historie
Det oprindelige CityNightLine (uden mellemrum) blev grundlagt i 1995 som et datterselskab af DB (Tyskland), ÖBB (Østrig) og SBB (Schweiz). Hele konceptet kunne ses som en prøveballon for fremtidens nattogsdrift. Til at starte med var driften og konceptet komplet adskilt fra moderselskabernes, med nytænkt indretning og nybygget og gennemrenoveret materiel. Materielparken var endvidere begrænset til fire vogntyper: Nybyggede dobbeltdækker-sovevogne 1./2. kl. og 2. kl., nyombyggede lounge/spisevogne og nyombyggede "Ruhesessel" hvilevogne.
Siden kom liggevogne af renoveret DB-type og flere andre standardtyper til. Driftsmæssigt opstod efterhånden flere fælles løb med DB Nachtzug. ÖBB trak sig ret hurtigt ud af samarbejdet, siden fulgte SBB, og i 2008 blev CNL sammenlagt med DB Nachtzug under navnet City Night Line. Med undtagelse af enkelte indlejede vogne og en håndfuld dobbeltdækker-sovevogne, der i dag tilhører ÖBB, er alt materiel overgået til det nye City Night Line.
11 december 2016 ankom de sidste CityNightLine tog til deres respektive destinationer. Nogle ruter overtages herefter af ÖBB NightJet.